# 托马斯·乌尔里希
托马斯·乌尔里希（德語：Thomas Ulrich，1975年7月11日—），德国前男子拳击运动员。他曾代表德国参加1996年夏季奥林匹克运动会拳击比赛，获得男子81公斤级铜牌。